# Gladiatorerna
Gladiatorerna è un film del 1969 diretto da Peter Watkins.

## Trama

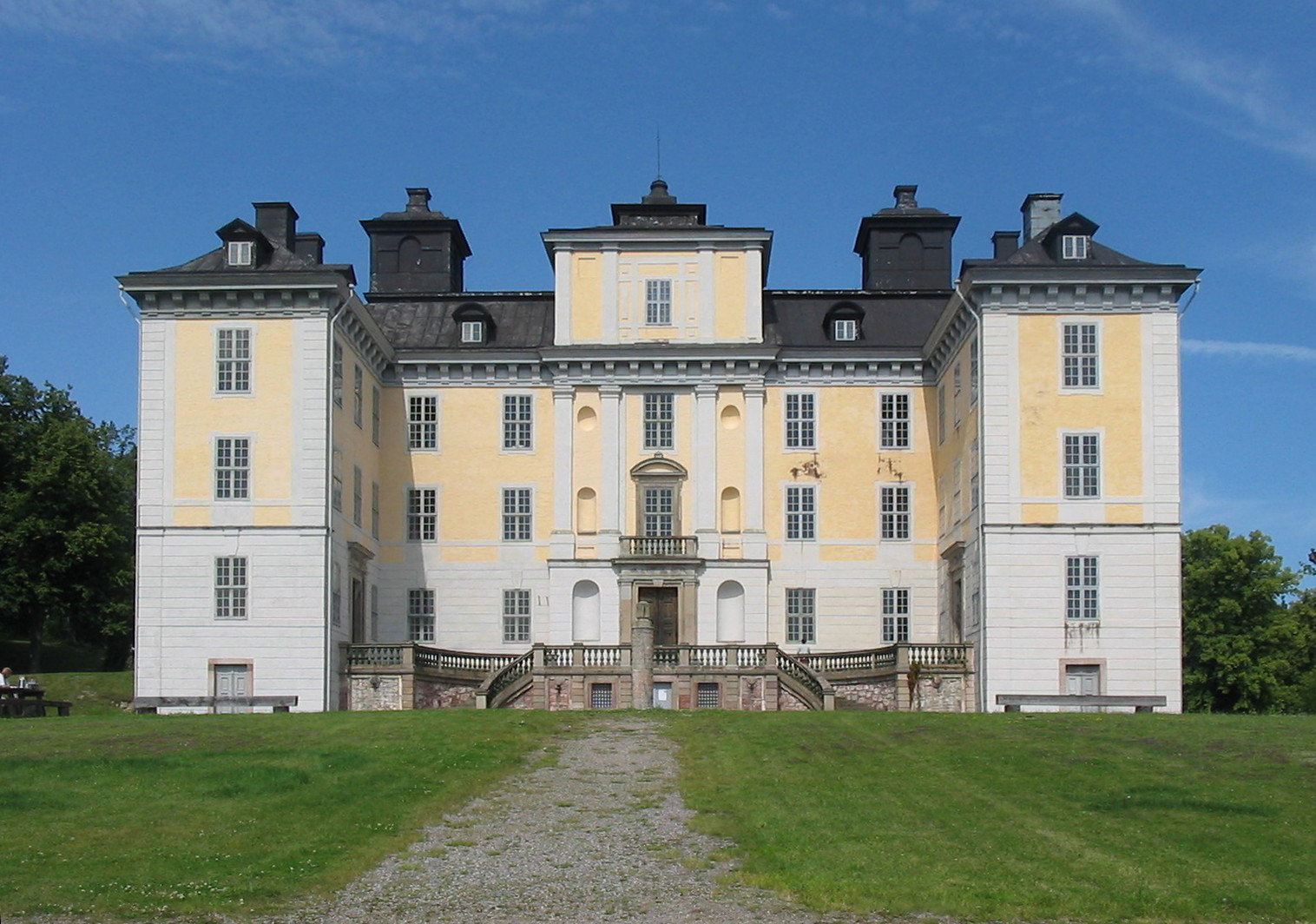
Il Castello di Mälsåker nel 2004, usato per le riprese del quartier generale.

Al fine di prevenire una terza guerra mondiale, le superpotenze mondiali decidono di introdurre dei "giochi di pace internazionali", consistenti in una micidiale battaglia tra piccole squadre di soldati adolescenti per ogni paese, trasmessa in televisione in tutto il mondo, divenendo fin da subito il programma reality trasmesso più popolare.

## Influenza culturale
- La scrittrice statunitense Suzanne Collins si è ispirata al soggetto del film per ideare gli "Hunger Games", i ludi adolescenziali dell'omonima tetralogia di romanzi.
- Nell'episodio "La miglior guerra è la non guerra", della quattordicesima stagione de I Simpson, alcuni adolescenti di Springfield formano gruppi di rappresentanza storica che finiscono per battersi fra loro in una rissa allo stadio.